# Maggie Reilly
Maggie Reilly (Glasgow, 1956. szeptember 15. –) skót énekesnő. Mike Oldfield dalainak éneklésével vált ismertté, főleg a Moonlight Shadow (1983) és a To France (1984) által, de saját slágerei is voltak, pl. az Everytime We Touch.
1992-ben jelent meg első szólólemeze, melyet azóta újabbak követtek. Énekelt Mike Batt, Jack Bruce, Dave Greenfield & Jean-Jacques Burnel, Lesiëm, Ralph McTell, Simon Nicol, Runrig, The Sisters of Mercy, és a Smokie albumain is.

## Diszkográfia

### Szólónagylemezek
- Echoes (1992)
- Midnight Sun (1993)
- All the mixes (1996)
- Elena (1996)
- The Best of Maggie Reilly: There and Back Again (1997)
- Starcrossed (2000)
- Save It for a Rainy Day (2003)
- Rowan (2006)
- Looking Back, Moving Forward (2009)
- Heaven Sent (2013)

### KözreműködésMike Oldfielddal
- QE2 (1980): Sheba, Celt
- Five Miles Out (1982): Taurus II (The Deep Deep Sound), Family Man, Orabidoo (Ireland's Eye), Five Miles Out
- Crises (1983): Moonlight Shadow, Foreign Affair
- Discovery (1984): To France, Crystal Gazing, Tricks Of The Light, Talk About Your Life
- Earth Moving (1989): Blue night

## Egyéb
Részt vett Oldfield In Concert Tour című koncertturnéján.